# Virollet
Virollet ist eine westfranzösische Gemeinde mit 298 Einwohnern (Stand 1. Januar 2022) im Département Charente-Maritime in der Region Nouvelle-Aquitaine.

## Lage
Virollet liegt nahe dem Flüsschen Seudre in der alten Kulturlandschaft der Saintonge etwa 26 Kilometer (Fahrtstrecke) südlich von Saintes bzw. etwa 17 Kilometer westlich von Pons. Der Hauptort des Gemeindeverbands, Gémozac, liegt knapp fünf Kilometer nordöstlich.

## Bevölkerungsentwicklung
| Jahr      | 1968 | 1975 | 1982 | 1990 | 1999 | 2006 | 2016 |
| Einwohner | 277  | 255  | 238  | 243  | 238  | 256  | 262  |

Von der ersten Volkszählung in Frankreich im Jahre 1793 bis in die Zeit vor dem Ersten Weltkrieg lag die Zahl der Einwohner stets zwischen 400 und 500. Die Mechanisierung der Landwirtschaft sorgte danach für einen stetigen Rückgang.

## Wirtschaft
Landwirtschaft und Weinbau bestimmen seit Jahrhunderten das Wirtschaftsleben des Ortes, der daneben auch als Handwerks-, Dienstleistungs- und Handelszentrum für die kleinen Dörfer und Einzelgehöfte im Umland fungierte. Die sandigen Böden der Gemeinde gehören zum Anbaugebiet der Bons Bois des Weinbaugebietes Cognac, doch wird auf einigen Ackerflächen auch Getreide (Weizen, Mais) angebaut. Seit den 1980er Jahren ist der Tourismus (Vermietung von Ferienwohnungen) als Einnahmequelle hinzugekommen.

## Geschichte
Zur Geschichte von Virollet ist nur wenig bekannt. Möglicherweise hat sich der Ort im Zusammenhang mit dem Zisterzienserkloster Madion entwickelt, welches in unmittelbarer Nähe lag und im Verlauf der Hugenottenkriege (1562–1598) und der Französischen Revolution zweimal zerstört wurde.

## Sehenswürdigkeiten

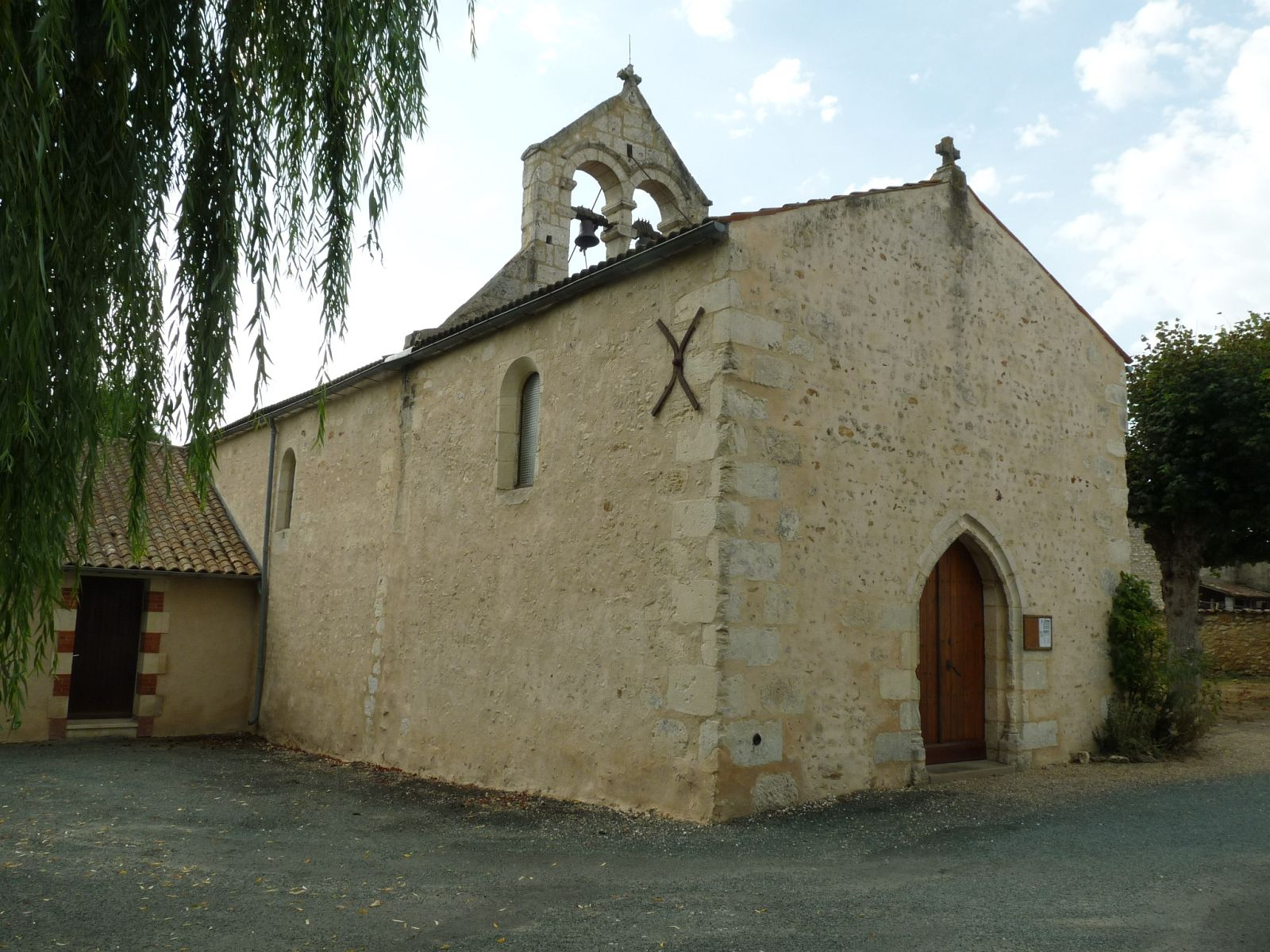
Kirche Saint-Etienne

- Die Pfarrkirche Saint-Etienne unterscheidet sich in ihrer Schlichtheit von den übrigen Kirchen der Umgebung: Es ist ein überaus einfacher – und deshalb schwer zu datierender – Bau des Mittelalters mit einem Glockengiebel über der ehemaligen Westfassade. Die insgesamt nur etwa 15 Meter lange Kirche erhielt in späterer Zeit einen etwa 4,50 Meter langen, aber ansonsten gleichdimensionierten Vorbau, der möglicherweise als Taufkapelle diente. Das Kirchenschiff ist aus weitestgehend unbearbeiteten Bruchsteinen und im Äußeren wie im Inneren ohne Strebepfeiler errichtet – nur die Ecksteine sind behauen; der Bereich der flach geschlossenen und mit zwei kleinen Fenstern versehenen Apsis ist gegenüber dem Kirchenraum nicht erhöht oder in anderer Weise abgesetzt und schließt sich übergangslos an das Langhaus an. Der offene Dachstuhl unterstreicht die Einheitlichkeit des Kirchenraumes. Die Kirche ist eins der wenigen erhaltenen Beispiele einfacher Dorfkirchen, die die Zeiten überdauert haben.
- Auf dem kleinen Platz vor dem Rathaus (mairie) steht eine aus Kunstharz gefertigte Figurengruppe, die eine Kelterszenerie darstellt, wie sie bis ins 20. Jahrhundert hinein noch vielerorts in Europa zu sehen war.